# Vittorio Merloni
Vittorio Merloni CBE (Fabriano, 30 de abril 1933 - 18 de junho de 2016) foi um empresário e industrial italiano. Filho de Aristide Merloni, fundador do Grupo Merloni, é o presidente honorário da Indesit Company (cujo presidente é o seu filho Andrea Merloni, e da Fineldo (cuja presidência pertence à sua filha Antonella), a holding familiar que controla a Indesit Company e outros interesses do Grupo.

## Biografia
Vittorio Merloni licenciou-se em  Economia e Comércio em Perugia. É casado com Franca Carloni, com quem teve quatro filhos: Maria Paola, Andrea, Antonella e Aristide.
A sua carreira empresarial começou em 1960, no negócio da família. Em 1975 fundou a Merloni Elettrodomestici (Indesit Company desde 2005) tornando-se o Presidente, posição que manteve continuamente até 29 de Abril de 2010, quando cedeu o cargo a seu filho Andrea, sendo nomeado Presidente Honorário.
A Indesit Company, cotada na Bolsa de Milão desde 1987, é uma das maiores fabricantes e distribuidoras da Europa de eletrodomésticos de grande porte (máquinas de lavar roupa, máquinas de lavar e secar, máquina de lavar louça, frigoríficos, congeladores,  fogões, exaustores, fornos e placas).
Tornou-se o presidente da Confindustria (Federação Italiana de Empregadores), um posto que manteve durante quatro anos. Em 1984, ano em que foi nomeado Cavaleiro do Trabalho, foi eleito presidente da Centromarca, uma associação italiana que se ocupa da Indústria de Marca, cargo que ocupou até 1988.
Em 2001 inicia por quatro anos a presidência da Assonime, uma associação italiana que representa as sociedades por ações. No mesmo ano recebe o Doutoramento Honoris Causa em Engenharia no Politécnico de Milão.
Desde então recebeu vários prémios e reconhecimentos: em 2003, dois anos após a Indesit Company ter adquirido a Hotpoint, uma marca  inglesa, é nomeado Comandante da Ordem do Império Britânico.
Em 2004 recebe o prémio Leonardo para a Internacionalização, e em 2005 o prémio GEI (Grupo Esponenti Italiani) em Nova York, em reconhecimento e valorização do seu trabalho no comércio e indústria, uma contribuição que fez muito para melhorar a imagem da Itália no Estrangeiro.
Foi casado com Franca Carloni e teve quatro filhos: Maria Paola, Andrea, Antonella e Aristide. Faleceu em 18 de junho de 2016 aos 83 anos.